# Friedrichskirche (Babelsberg)

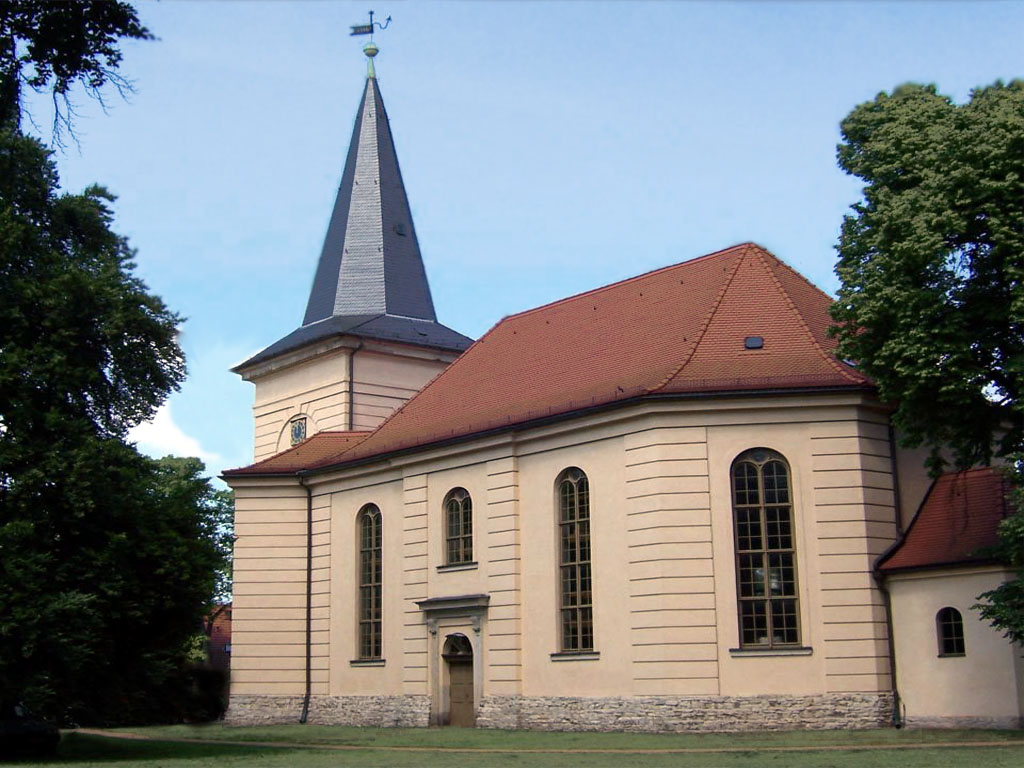
Friedrichskirche

Die Friedrichskirche steht auf dem Weberplatz von Babelsberg, einem Stadtteil der Hauptstadt Potsdam von Brandenburg. Die Kirchengemeinde gehört zum Kirchenkreis Potsdam der Evangelischen Kirche Berlin-Brandenburg-schlesische Oberlausitz.

## Beschreibung
Für die böhmisch-lutherischen Exilanten, die den Nowawes genannten Ort neben böhmischen Glaubensflüchtlingen anderer Bekenntnisse seit 1751 bevölkerten, ließ Friedrich II. 1752–53 inmitten der Ansiedlung die schlichte Saalkirche nach einem Entwurf von Jan Bouman errichten. Vor der Schmalseite im Westen der länglichen, achteckigen Kirche steht der Kirchturm, der mit einem achtseitigen, schiefergedeckten, spitzen Helm bedeckt ist. In der Höhe der unteren von zwei umlaufenden Emporen befindet sich die Kanzel, an deren Brüstung die Insigne Friedrichs II. angebracht ist. 1911 wurde im Rahmen einer Renovierung eine größere Sakristei angefügt, 1927–28 wurden Treppentürme für die Emporen angefügt, und der Innenraum erhielt eine Ausmalung von Max Kutschmann. Nach den Zerstörungen im Zweiten Weltkrieg wurde die Kirche in nahezu ursprünglicher Gestalt wiederhergestellt.
Die erste Orgel hat 1852 Carl Ludwig Gesell gebaut. Sie wurde 1914 durch ein Werk von Alexander Schuke ersetzt, das von Karl Schuke 1953 vergrößert wurde. Die Orgel von 2020 mit 23 Registern, verteilt auf zwei Manuale und ein Pedal, hat die Alexander Schuke Potsdam Orgelbau gebaut. Im Chor steht ein Positiv mit sechs Registern, einem Manual und einem Pedal, das 1973 die Alexander Schuke Potsdam Orgelbau gebaut hat.